# Kerivoula muscina
Kerivoula muscina (Tate, 1941) è un pipistrello della famiglia dei Vespertilionidi endemico della Nuova Guinea.

## Descrizione

### Dimensioni
Pipistrello di piccole dimensioni, con la lunghezza della testa e del corpo tra 35 e 43 mm, la lunghezza dell'avambraccio tra 32 e 36 mm, la lunghezza della coda tra 32,7 e 44 mm, la lunghezza del piede tra 7 e 8 mm, la lunghezza delle orecchie tra 13 e 14,1 mm e un peso fino a 5,4 g.

### Aspetto
La pelliccia è lunga, lanosa e si estende dorsalmente sugli avambracci e le zampe. Le parti dorsali sono bruno-grigiastre con la punta dei peli bruno-giallastra chiara, mentre le parti ventrali sono bruno-grigiastre chiare, con la base dei peli del petto e dell'addome più scura. Il muso è lungo, appuntito e cosparso di peli particolarmente intorno alle labbra. Un paio di masse ghiandolari arancioni è presente sulla fronte tra le orecchie. La funzione di tale struttura non è del tutto nota. Gli occhi sono piccolissimi. Le orecchie sono larghe, ben separate, semi-trasparenti, a forma d'imbuto e con una leggera concavità sul bordo posteriore appena sotto l'estremità smussata ed un incavo poco sotto la metà del bordo stesso. Il trago è lungo, lanceolato e con una piccola proiezione alla base posteriore. Le membrane alari sono bruno-nerastre e attaccate posteriormente alla base delle dita dei piedi. La lunga coda è completamente inclusa nell'ampio uropatagio, il quale margine libero è frangiato di peli sparsi.

## Biologia

### Comportamento
Si rifugia nelle cavità degli alberi solitariamente o in piccoli gruppi. Tre individui sono stati osservati all'interno di una foglia di banano arrotolata.

### Alimentazione
Si nutre di insetti.

### Riproduzione
Femmine che allattavano sono state catturate in aprile.

## Distribuzione e habitat
Questa specie è diffusa nella parte orientale della Nuova Guinea.
Vive nelle foreste pluviali primarie ma anche habitat disturbati fino a 1.600 metri di altitudine.

## Conservazione
La IUCN Red List, considerato che è tollerante a diversi tipi di habitat, sebbene sia stata catturata poche volte, classifica K.muscina come specie a rischio minimo (Least Concern)).